# Världsmästerskapen i orientering 1989
Världsmästerskapen i orientering 1989 hölls den 17-20 augusti detta år i Skövde i Sverige.

## Medaljörer

### Herrar

#### Individuellt
1. Petter Thoresen, Norge 1.36.16
2. Kent Olsson, Sverige 1.39.26
3. Håvard Tveite, Norge 1.39.58

#### Stafett
1. Norge (Øyvin Thon, Rolf Vestre, Petter Thoresen, Håvard Tveite) 4.06.01
2. Sverige (Kent Olsson, Michael Wehlin, Jörgen Mårtensson, Håkan Eriksson) 4.09.04
3. Finland (Keijo Parkkinen, Ari Kattainen, Peter Ivars, Reijo Mattinen) 4.10.22

### Damer

#### Individuellt
1. Marita Skogum, Sverige 1.04.06
2. Jana Galíková, Tjeckoslovakien 1.05.03
3. Alida Abola, Sovjetunionen 1.08.13

#### Stafett
1. Sverige (Karin Rabe, Arja Hannus, Kerstin Haglund, Marita Skogum) 3.43.46
2. Tjeckoslovakien (Petra Wagnerová, Jana Cieslarová, Ada Kuchařová, Jana Galíková) 3.44.01
3. Finland (Marja Liisa Portin, Ulla Mänttäri, Annika Viilo, Eija Koskivaara) 3.47.35